# Ordre de bataille confédéré de New Market
Les unités et commandants suivants de l'armée des États confédérés ont combattu lors de la bataille de New Market au cours de la guerre de Sécession. L'ordre de bataille de l'Union est indiqué séparément.

## Abréviations utilisées

### Grade militaire
- MG = Major général
- BG = Brigadier général
- Col = Colonel
- Ltc = Lieutenant colonel
- Maj = Commandant
- Cpt = Capitaine
- Lt = Lieutenant

### Autre
- (b) = blessé
- mb = mortellement blessé
- † = tué
- (c) = capturé

## Département de Virginie de l'Ouest
MG John C. Breckinridge, commandant
| Division              | Brigade                                | Régiments et autres |
| --------------------- | -------------------------------------- | --- |
| Division d'Infanterie | 1sr brigade BG John Echols             | - 22nd Virginia : Col George S. Patton, Sr. - 23rd Virginia Battalion : Ltc Clarence Derrick - 26th Virginia Battalion: Ltc George M. Edgar                                                                                                |
| Division d'Infanterie | La 2e Brigade de BG Gabriel C. Wharton | - 51st Virginia : Ltc John P. Wolfe - 62nd Virginia Mounted Infantry (démontée) : Col George H. Smith - 30th Virginia Battalion Sharpshooters : Ltc J. Lyle Clark - 1st Missouri Cavalry, compagnie A (démontée) : Cpt Charles H. Woodson  |
| Non attachés          | Commandements attachés                 | - Compagnie d'ingénieurs de Hart : Cpt William T. Hart - Réserves d'Augusta-Rockingham : Col William Harman - Compagnie de cavalerie du Maryland de Davis : Cpt T. Sturgis Davis - V. M. I. Cadets : Ltc Scott Ship                        |
| Non attachés          | Cavalerie BG John D. Imboden           | - 18th Virginia : Col George W. Imboden - 23rd Virginia : Col Robert White - 43rd Virginia Battalion Partisans : Ltc John S. Mosby - 2nd Maryland Battalion : Maj Harry W. Gilmor - Compagnie de partisan de McNeill : Cpt John H. McNeill |
| Non attachés          | Artillerie Maj William McLaughlin      | - Batterie de Chapman (Virginie) : Cpt George B. Chapman - Batterie de Jackson (Virginie) : 1st lieutenant Randolph H. Blain - Batterie de McClanahan (Virginie) : Cpt John McClanahan - Section du V. M. I, : Cadet Cpt C. H. Minge       |